# InfoMatin
Pour les articles homonymes, voir Info-Matin (homonymie).
InfoMatin était un quotidien français lancé le 10 janvier 1994 par Philippe Robinet, Alain Carlier, Alain Schott et Patrick Dutheil. Tiré à plus de 300 000 exemplaires et proposé à coût réduit (trois francs), ce quotidien misait sur son prix, sur un petit format et des articles courts au style direct pour atteindre de nouveaux lecteurs de la presse quotidienne. Sa rédaction était composée de grandes signatures de la presse qui avaient rallié cette formule innovante : Marc Jézégabbel, rédacteur en chef, Annette Kahn, rédactrice en chef adjointe, Danièle Molho… Mais la vente d'InfoMatin s'est assez vite stabilisée autour de 70 000 exemplaires alors qu'il lui en aurait fallu deux fois plus pour être rentable. La formule du quotidien à prix réduit inspira néanmoins des publications concurrentes et une nouvelle formule du Quotidien de Paris.  
Entré dans le capital à l'été 1994, l'ancien patron de Canal+, André Rousselet décida d'arrêter la publication le 9 janvier 1996, sans pouvoir même annoncer la mort de François Mitterrand qui s'était produite la veille. Le quotidien avait en effet accumulé des pertes approchant une centaine de millions de francs. Par ailleurs Rousselet se heurtait à l'hostilité des journalistes, lesquels étaient opposés à toute rénovation de la formule permettant de relancer le quotidien.
Ce quotidien payant préfigurait par son format pratique et ses articles concis la vogue des quotidiens gratuits (20 Minutes, Métro, Direct Matin) apparus dans les années 2000.